# Just as I Am
Just As I Am -En español: Tal como soy- es el álbum debut del cantante estadounidense de soul Bill Withers, lanzado en mayo de 1971 por Sussex.
Fue producido por Booker T. Jones, quien también interpreta los arreglos de guitarra y los teclados en la canción insgine del álbum: Ain't No Sunshine, sencillo que ha recibido excelentes críticas y es un referente comercial y musical, además de que es la canción más conocida del artista hasta la fecha.